# Conny Palm
Rudolf Conrad Agaton "Conny" Palm, född den 31 maj 1907 i Kungsholms församling i Stockholm, död 27 december 1951 i Danderyds församling, var en svensk ingenjör och datorpionjär.

## Akademisk karriär
Palm påbörjade studier i elektroteknik vid Kungliga Tekniska högskolan (KTH) 1925. Han tog civilingenjörsexamen 1940 och blev teknologie doktor 1943 på en doktorsavhandling med titeln Intensitätsschwankungen im Fernsprechverkehr ("Intensitetsvariationer i teletrafik"), som räknas som ett pionjärarbete inom teletrafikteori och köteori.
Håkan Sterky, som var hans handledare under doktorandtiden, har karaktäriserat honom som bohem och geni. Palm hade i princip slutat att vara teknolog redan 1931, och han började utföra högklassig forskning från mitten av 1930-talet utan att ha tagit ut sin civilingenjörsexamen, och publicerade omväxlande på svenska, franska, tyska och engelska.
Palm började intressera sig för telekommunikation år 1934 och anställdes på L M Ericsson år 1936. När han utförde sin forskning lät Televerket honom disponera en hel växelstation för att samla in teletrafikdata. På Ericsson samarbetade han med Christian Jacobæus, och han hade även kontakt med statistikprofessorn Harald Cramérs forskargrupp vid Stockholms högskola. År 1937 träffade han statistikern William Feller som intresserat sig för stokastiska processer och inspirerade Palm till ett djupare studium av sannolikhetsteori vilket så småningom ledde fram till arbetet som kulminerade i hans doktorsavhandling.
Då Palm visade tendenser att bli en överliggare kom hans chefer överens om att koppla hans lön från Ericsson till hans återstående kurser vid KTH. Han fick enbart ut sin månadslön om han den månaden hade klarat av en ny kurs. Sterky har berättat om hur Palm några dagar före varje månads lönedatum kom på att han behövde lön den månaden också, varvid han utan problem läste in en kurs på några dagar, och sedan dök upp på KTH och ville genomgå muntlig tentamen.

## Matematikmaskinnämnden och BARK
Conny Palms arbete med datorer var en naturlig utväxt på hans arbete med teletransmission, då han tillsammans med Stellan Ekberg börjat konstruera en "trafikmaskin" för att simulera växeltrafik, med program lagrade i ett magnetiskt trumminne. Den 23 mars 1948 hade Conny Palm formulerat ett förslag om byggandet av en "elektrosiffermaskin", dvs en första helt elektronisk svensk dator, som skulle baseras på elektronrör med program lagrade i trumminne. Förslaget backades av Kungliga Tekniska högskolan i form av professorerna Hilding Faxén, Hannes Alfvén och Torbern Laurent men blev aldrig verklighet. Enligt egen utsago hade han redan i maj 1947 skisserat en reläbaserad siffermaskin som en möjlig interrimslösning medan den helt elektroniska maskinen var under uppbyggnad.
Palm, som då var docent vid KTH, rekryterades därför till Matematikmaskinnämnden när den startade verksamheten 1948. Edy Velander drev igenom interrimslösningen, dvs den reläbaserade datorn BARK, och Palm fick som chef för Matematikmaskinnämndens arbetsgrupp leda arbetet med konstruktionen av BARK samt BESK under dess inledande skeden.
Gösta Neovius framkastade redan tidigt förslaget att kalla relämaskinen (BARK) för "Palmac eller Connyac" men då Palm var en välkänd gasquebroder på Nymble på KTH gav namnet dåliga associationer.

## Utmärkelser
Palm tilldelades Polhemspriset 1945 för sin doktorsavhandling. I samband med att BARK färdigställdes 1950, blev Palm riddare av Vasaorden.

## Död
Conny Palm dog i december 1951 av lungödem blott 44 år gammal. Kollegan Arne Jensen skriver att "vi måste alla, tror jag, erkänna att varken han eller hans omgivning skulle karakterisera den sista fasen av hans liv som lysande, vare sig professionellt eller personligt sett", och han nämner att problemen delvis kunde bero på att Palms interdisciplinära arbete försatte honom i en känslig position. Andra nämner enbart "personliga problem" som en orsak till hans tidiga frånfälle.

## Eftermäle
Långt efter Palms död översatte Christian Jacobæus hans tyskspråkiga doktorsavhandling till engelska, för att göra den tillgänglig för en bredare internationell publik. Den kom ut 1988, en kort tid före Jacobæus egen bortgång.